# Звериноголовский сельсовет
Звериноголовский сельсовет — упразднённые административно-территориальная единица и муниципальное образование (сельское поселение) в Звериноголовском муниципальном районе Курганской области. Административный центр — село Звериноголовское.
24 декабря 2021 года сельсовет был упразднён в связи с преобразованием муниципального района в муниципальный округ.

## География
Расположено в южной части Звериноголовского района.
Площадь сельского поселения составляет 7708 гектар.
Граничит:
- на востоке с Отряд-Алабугским сельским поселением;
- на севере с Круглянским сельским поселением;
- на севере и западе с Трудовским сельским поселением;
- на юго-западе с Озёрнинским сельским поселением и Мендыкаринским районом Костанайской области Республики Казахстан;
- на юге и юго-востоке с Узункольским районом Костанайской области Республики Казахстан[1].

Протяженность автодорог местного значения: 56,8 км.

## Население
| 1989  | 2002  | 2010  | 2012  | 2013  | 2014  | 2015  |
| ----- | ----- | ----- | ----- | ----- | ----- | ----- |
| 4791  | ↗4933 | ↘4391 | ↘4193 | ↘4078 | ↘3941 | ↘3847 |
| 2016  | 2017  | 2018  | 2019  | 2020  | 2021  |       |
| ↘3720 | ↘3683 | ↘3609 | ↘3496 | ↘3467 | ↘3420 |       |

## Состав сельского поселения
| № | Населённый пункт | Тип населённого пункта       | Население |
| - | ---------------- | ---------------------------- | --------- |
| 1 | Звериноголовское | село, административный центр | ↘3194     |
| 2 | Украинец         | деревня                      | ↘226      |